# Oncorhynchus clarkii bouvieri

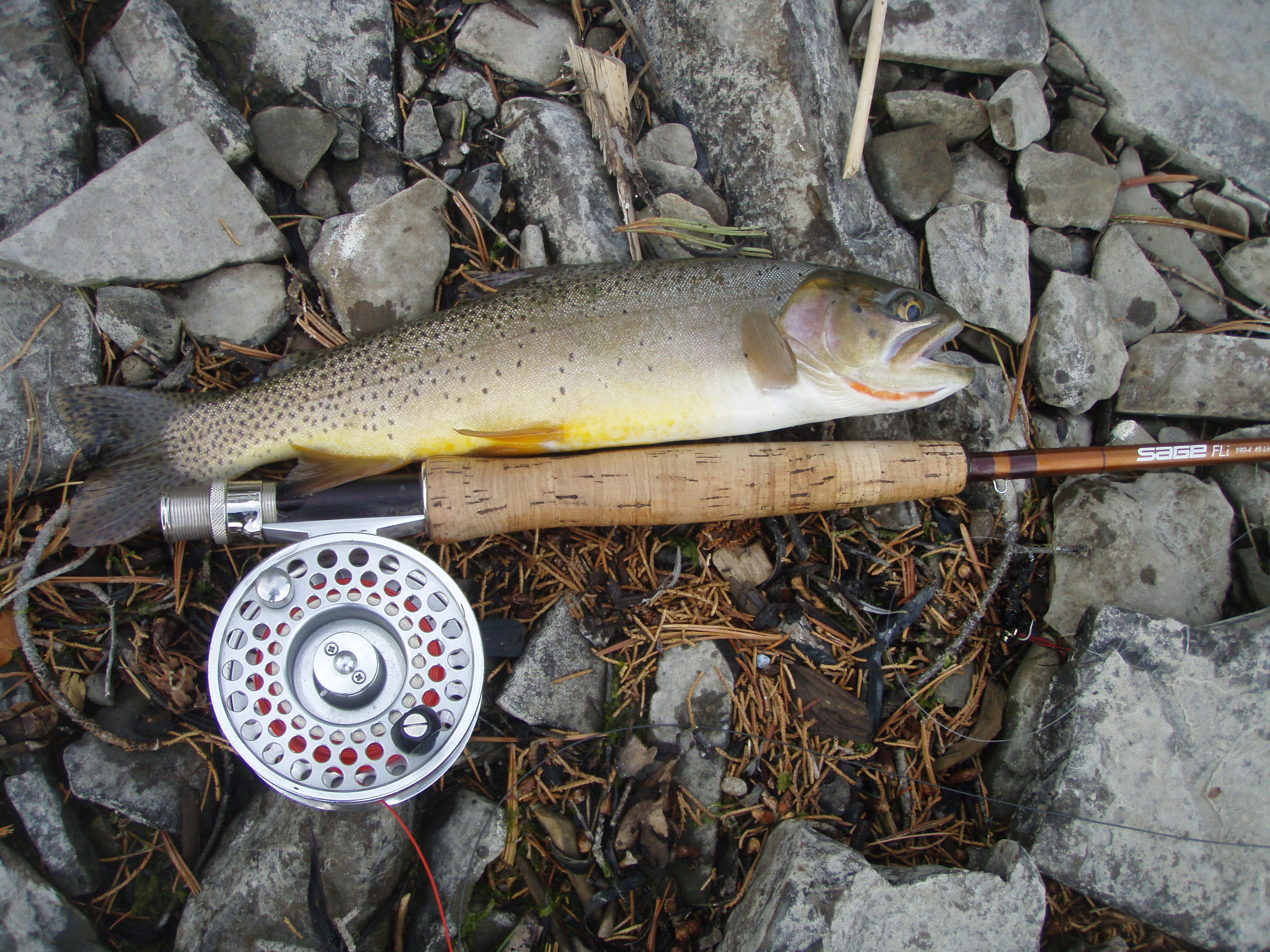
Cá hồi Yellowstone

Cá hồi Yellowstone (Danh pháp khoa học: Oncorhynchus clarkii bouvieri) là một phân loài của loài cá hồi Oncorhynchus clarkii. Nó là một loài cá nước ngọt trong họ cá hồi nước ngọt thuộc họ cá hồi (Salmonidae). Chúng chỉ có ở một số tiểu bang của Hoa Kỳ, phạm vi ban đầu của họ là ở thượng nguồn của vùng Shoshone Falls trên sông Snake và các chi lưu ở Wyoming, cũng trên toàn bộ dải phân chia lục địa (Continental) ở hồ Yellowstone và trên sông Yellowstone cũng như các chi lưu của nó xuống hạ lưu sông Tongue ở Montana. Phân loài này cũng được tìm thấy ở Idaho, Utah và Nevada.
Cá hồi Yellowstone là loài cá câu thể thao có giá trị. Đánh bắt cá bằng cần câu là phương pháp đánh bắt cá phổ biến nhất vì các phân loài ăn côn trùng chủ yếu là những cá thể trưởng thành, không giống như cá hồi nâu có nhiều loài ăn thịt. Hầu hết các loài cá hồi ít cảnh giác và kén ăn chọn lọc hơn các loài cá khác, do đó tỉ lệ thành công của người đánh bắt cá cao hơn.

## Đặc điểm
Cá hồi Yellowstone có thể được phân biệt từ các phân loài khác bởi các điểm đen lớn hơn của chúng được nhóm lại theo đuôi, và bằng màu xám, vàng, hoặc màu đồng. Cá đẻ trứng, đặc biệt, thường mang màu vàng nâu. Tất cả các con cá hồi ngân có thể được phân biệt với cá hồi vân bằng màu đỏ, hồng, hoặc màu cam đánh dấu bên dưới hàm mà cung cấp cho các loài tên của nó.
Tùy thuộc vào môi trường sống, Cá hồi Yellowstone có thể từ sáu đến hai mươi sáu inch đối với con trưởng thành, với sáu đến mười inch phổ biến ở độ cao, và cá lớn nhất chỉ được tìm thấy trong hồ hoặc nơi khác chẳng hạn như sông Yellowstone ở Thung lũng Hayden ở Vườn quốc gia Yellowstone. Theo nguyên tắc chung, sự cắt giảm trong các dòng suối và ao nhỏ chạy từ mười đến mười tám inch như con trưởng thành, với trọng lượng từ một nửa đến hai cân Anh.
Trước khi phá hủy sinh cảnh, những mối đe doạ do các loài đã du nhập và đánh bắt quá mức, chúng có thể di cư lớn hơn nhiều, với số cá ba mươi inch đã được báo cáo, đặc biệt là trong dòng cá thuộc hồ Heart ở phần phía đông nam của Vườn Quốc gia Yellowstone. Tất cả cá hồi Yellowstone cần phải có lưu lượng nước chảy để đẻ trứng thành công. Do đó, hồ và ao phải có lối vào hoặc lối thoát cho những con cá mang thai đẻ trứng và duy trì các quần thể. Một số loài cá được trữ trong những hồ nước phù hợp khác ở dãy núi Răng Gấu (Beartooth) và những nơi khác để cung cấp các cơ hội câu cá nếu không sẽ không có sẵn.

## Tình trạng
Số lượng của chúng đã bị giảm do đánh bắt quá mức và phá hủy môi trường sống do khai thác mỏ, chăn thả gia súc và khai thác gỗ, và mật độ dân số đã giảm do cạnh tranh với cá ngừ nâu và động vật không có nguồn gốc tự do kể từ khi chúng được đưa vào cuối thế kỷ 19 và đầu thế kỷ 20. Tuy nhiên những mối đe dọa nghiêm trọng nhất hiện nay đối với phân loài là sự lai tạo với cá hồi cầu vồng được du nhập trong Hệ sinh thái Đại Đá vàng (Yellowstone), sự có mặt của hồ cá hồi ở Yellowstone và hồ Heart trong Vườn quốc gia Yellowstone, những con mồi trên cá hồi dài đến mười lăm inch.
Mặc dù hồ cá hồi được thiết lập ở các hồ Shoshone và hồ Lewis trong dòng chảy sông Snake từ hoạt động thả giống của Chính phủ Hoa Kỳ vào năm 1890 nhưng chúng vẫn chưa được chính thức đưa vào hệ thống thoát nước của sông Yellowstone và sự hiện diện của chúng có thể là kết quả của việc du nhập trái phép hoặc bất hợp pháp. Mưa hạn hán ở vùng Yellowstone làm cho một số sông suối chạy khô vào cuối mùa hè, ngăn không cho cá chép ăn trộm từ hồ Yellowstone và làm cho chúng dễ dàng săn mồi cho các loài ăn thịt như mòng biển, bồ nông và những loài khác. Những mối đe dọa này đã làm giảm đáng kể số lượng cá tàn tật ở hồ Yellowstone và các vùng lân cận của sông Yellowstone.
Hiện nay, quần thể khốc liệt nhất của được tìm thấy ở các đại hẻm núi lớn của sông Yellowstone và trong nhánh chính của Yellowstone ở Công viên Yellowstone, sông Lamar và các chi lưu của nó. Những cố gắng gần đây là năm 2004 bởi các nhà hoạt động môi trường đưa các phân loài trong Danh mục Các Loài Nguy cấp đang được cơ quan này chấp thuận, trích dẫn bằng chứng cho thấy những nỗ lực chính đang được tiến hành để đảm bảo sự tồn tại của phân loài này. Tất cả cá hồi Yellowstone bị bắt được trong Vườn Quốc gia Yellowstone phải được thả ngay. Các quần thể ngoài Vườn quốc gia có nhiều quy định tùy thuộc vào vị trí của suối hoặc đường thủy.